# Universo 2000
Andres Reyes Gonzalez, né le 18 avril 1963 à Santa Anita dans la région de Jalisco et mort le 1er mai 2018, est un Luchador mexicain ou lutteur professionnel travaillant sous le nom de ring Universo 2000 au sein du Consejo Mundial de Lucha Libre, où il est triple champion du monde de la CMLL. Il est également connu pour son parcours au sein de l'Asistencia Asesoría y Administración.

## Palmarès
- Asistencia Asesoría y Administración
  - 1 fois Mexican National Light Heavyweight Championship[4]
  - 1 fois Mexican National Trios Championship – avec Cien Caras et Máscara Año 2000[4]

- Consejo Mundial de Lucha Libre
  - 3 fois CMLL World Heavyweight Championship[4]
  - 1 fois CMLL World Trios Championship – avec Black Tiger III et Dr. Wagner Jr.[4]
  - Leyenda de Azul (2004)[1]
  - Torneo de Parejas (2003) – avec Máscara Año 2000[1]
  - Torneo de Parejas (2005) – avec Máscara Año 2000[1]
  - Torneo de Trios (2003) – avec Cien Caras et Máscara Año 2000[1]

- Pro Wrestling Illustrated
  - Classé 64e en 2000.
  - Classé 114e en 2006.

- World Wrestling Organization
  - 1 fois WWO World Heavyweight Championship